# تامر بالجی
تامر بالجی (ترکی استانبولی: Tamer Balci; ۱ ژانویهٔ ۱۹۱۷ – ۱۰ آوریل ۱۹۹۳) هنرپیشه اهل ترکیه بود. او از سال ۱۹۵۱ تا ۱۹۷۷ در ۱۴ فیلم حضور داشت.